# Barbatana sagula
Barbatana sagula är en insektsart som beskrevs av Delong och Freytag 1969. Barbatana sagula ingår i släktet Barbatana och familjen dvärgstritar. Inga underarter finns listade i Catalogue of Life.